# Nabais
Nabais ist ein Ort und eine ehemalige Gemeinde (Freguesia) im portugiesischen Kreis Gouveia. Die Gemeinde hatte 404 Einwohner (Stand 30. Juni 2011).
Am 29. September 2013 wurden die Gemeinden Nabais und Melo zur neuen Gemeinde União das Freguesias de Melo e Nabais zusammengeschlossen.